# Franz Macasius
Franz Macasius, Taufname: Johannes Franciscus Macasius (getauft 16. August 1686 in St. Joachimsthal, Elbogener Kreis; † 10. Mai 1733 in Prag) war ein böhmischer Jesuit, Gelehrter und Doktor der drei Fakultäten am Clementinum zu Prag.

## Leben
Franz Macasius war ein Sohn des Johann Jacob Macasius und dessen Ehefrau Maria Barbara geborene Schedlich. Er trat 1703 in die Gesellschaft Jesu ein und lehrte am Prager Clementinum fünf Jahre die lateinischen Klassen, ein Jahr Sittenlehre und drei Jahre Weltweisheit, vier Jahre die Moraltheologie und sechs Jahre geistliches Recht. Er war zwei Jahre lang Präfekt der Schulen und Doktor der drei Fakultäten. Macasius starb 1733 im Clementinum.

## Publikationen
- Pio-Marianum pro primo Virgineae Conceptionis diluculo a labis originalis umbra vindicando argumentum, ex oraculo apostolico S. Pii V. Pont. Maximi… deductum 1728.
- Singulare Maternitatis Christi Beneficium, Personale Exemptionis à Labe Originali pro Deipara Privilegium : Assumptum In Illibatae Conceptionis Marianae Argumentum; Atque Ante An[n]iversariam Juramenti de Im[m]aculata Dei Genitricis Conceptione instaurationem, Coram Senatu Populóq[ue] Academico Julio-Montano 1730.
- Manuale Theologico - Canonicum sponsabilibus quaestionibus et resolutionibus compendiose deductis. Olom 1730 et 1731 Pragae 1745.
- Jus ecclesiasticum commentarii in V. Libros decretialum Gregorii IX. illustratum. Prag 1749.